# ダン・バトラー
ダン・バトラー（Daniel Eugene"Dan" Butler, 1954年12月2日 - ）は、アメリカ合衆国の俳優、声優。
インディアナ州ハンティントンに生まれ、同じインディアナ州のフォートウェインで育つ。インディアナ大学卒業。
テレビドラマ『そりゃないぜ!? フレイジャー』で、全米映画俳優組合賞アンサンブル賞 (コメディシリーズ)に1995年の第2回から1999年の第6回まで5回ノミネートされ、第6回で受賞した。
同性愛者である事を公表しており、2010年にテレビ・プロデューサーのリチャード・ウォーターハウスと同性結婚した。

## 主な出演作品

### 映画
- マンハッタン・プロジェクト The Manhattan Project (1986)
- 刑事グラハム/凍りついた欲望 Manhunter (1986)
- ロングタイム・コンパニオン Longtime Companion (1989)
- ロング・ウォーク・ホーム The Long Walk Home (1990)
- 羊たちの沈黙 The Silence of the Lambs (1990)
- キャプテン・ロン Captain Ron (1991)
- デーヴ Dave (1993)
- ライジング・サン Rising Sun (1993)
- アイ・ラブ・トラブル I Love Trouble (1994)
- ザ・ファン The Fan (1996)
- エネミー・オブ・アメリカ Enemy of the State (1998)
- シリコンバレーを抜け駆けろ! The First $20 Million Is Always the Hardest (2002)
- 山猫は眠らない2 Sniper 2 (2002)
- ラブ・アゲイン Crazy, Stupid, Love. (2011)
- オール・マイ・ライフ All My Life (2020)

### テレビドラマ
- 刑事コロンボ Columbo (1992) ゲスト出演
- そりゃないぜ!? フレイジャー Frasier (1993-2004)
- X-ファイル　The X-files (1995) ゲスト出演
- キャロライン in N.Y. Caroline in the City (1995-1997)
- フロム・ジ・アース/人類、月に立つ From the Earth to the Moon (1998)
- スタートレック:ヴォイジャー Star Trek: Voyager (1998) ゲスト出演
- アリー my Love Ally McBeal (1999) ゲスト出演
- WITHOUT A TRACE/FBI 失踪者を追え! Without a Trace (2003) ゲスト出演
- スーパーナチュラル Supernatural (2005) ゲスト出演
- Dr.HOUSE House (2006) ゲスト出演
- 名探偵モンク Monk (2007) ゲスト出演
- カシミアマフィア Cashmere Mafia (2008) ゲスト出演
- LAW & ORDER:犯罪心理捜査班 Law & Order: Criminal Intent (2010) ゲスト出演

### テレビアニメ
- キング・オブ・ザ・ヒル King of the Hill (1997-1998)
- めめしいアヒルの子 The Sissy Duckling (1999)
- ヘイ・アーノルド! Hey Arnold (1997-2004)

### OVA
- 太陽の船 ソルビアンカ Sol Bianca: The Legacy (1999) - 英語吹替
- 天地無用! 魎皇鬼(2000) - 英語吹替